# Serixia nicobarica
Serixia nicobarica là một loài bọ cánh cứng trong họ Cerambycidae.